# Monster Hunter
Monster Hunter (モンスターハンター Monsutā Hantā) è un videogioco action RPG per PlayStation 2 sviluppato e pubblicato da Capcom in Giappone l'11 marzo 2004, in Nord America il 21 settembre 2004 e in Europa il 27 maggio 2005. Come suggerisce il titolo, il giocatore vestirà i panni di un cacciatore di mostri.
Gran parte del gioco può essere giocata offline attraverso la campagna, ma la maggior parte dei contenuti si trovano nella sezione online del gioco. Offline, infatti, sono presenti molti meno mostri e le ricompense sono ridotte. Lo scopo dei giocatori nella sezione online del gioco, tuttavia, non è sconfiggere più mostri possibili, ma raggiungere il più alto grado cacciatore, aumentabile completando varie missioni.
Una sua versione espansa, Monster Hunter G, uscì successivamente in Giappone e poi in Occidente sotto il nome di Monster Hunter Freedom per PlayStation Portable.

## Modalità di gioco
Monster Hunter mette il giocatore nei panni di un novizio cacciatore che deve completare varie missioni per ottenere gloria e fama. Sarà possibile forgiare armi, armature e altri oggetti grazie ai materiali di mostri, ottenuti ricavandoli dai cadaveri, ed ai minerali presenti nei depositi sul campo. Monster Hunter funziona in modo simile a Phantasy Star Online e permette ai giocatori di fare squadra con un massimo di altri tre cacciatori per abbattere i mostri più forti.
Monster Hunter presenta numerose missioni assegnate al cacciatore dall'Anziano del Villaggio o dalla Gilda. Tali missioni sono identificabili in quattro categorie: caccia, raccolta, cattura ed evento. Vengono anche categorizzate in diversi livelli, i quali vanno da 1 a 8. Le missioni di livello più alto vengono sbloccate dopo aver completato quelle dei livelli precedenti. I seguenti sono i tre tipi di missione principali:
- Caccia: le missioni di caccia compongono la maggior parte delle missioni del gioco. Come suggerisce il nome, il cacciatore deve trovare, affrontare ed eventualmente uccidere un certo mostro oppure un determinato numero di mostri.
- Raccolta: le missioni di raccolta sono missioni nelle quali il cacciatore deve "raccogliere" oggetti, come erbe o parti di mostro.
- Cattura: il cacciatore deve indebolire, ma non uccidere, la preda, per poi catturarla con una trappola.

Le missioni Evento sono presenti solo online. Ogni settimana, una nuova missione Evento viene resa disponibile per i cacciatori di ogni grado. Queste missioni variano in tipo e difficoltà. Alcune delle armi più rare possono essere forgiate solo tramite le ricompense di missioni Evento. Le missioni Evento non sono vitali per il successo di un cacciatore all'interno del gioco, ma sono un buon modo per ottenere alcuni dei materiali più rari. Le tariffe ed i limiti di tempo variano. Tutte le missioni, comunque, permettono al massimo due perdite di sensi, con la terza che segna il fallimento della missione. Indipendentemente da quale giocatore perda i sensi, arrivati a quota tre la missione fallirà in ogni caso. Le uniche eccezioni sono alcune missioni Evento e le missioni di Addestramento, le quali permettono una sola perdita di sensi.
I cacciatori possono essere classificati come Spadaccini o Artiglieri. Gli Spadaccini utilizzano cinque categorie di armi: Spada e Scudo, Spadone, Lancia, Martello e Doppie Lame (queste ultime non sono disponibili nelle versioni orientali del gioco). Le armi degli Spadaccini possono anche possedere un certo elemento, che sia fuoco, acqua, tuono o drago, oppure anche delle alterazioni di stato, come veleno, stordimento o sonno. Gli Artiglieri hanno due scelte: Balestra Leggera e Balestra Pesante. Le classificazioni e gli usi di queste categorie di armi sono totalmente indipendenti, siccome i cacciatori possono scegliere di utilizzare qualunque arma vogliano, equipaggiandola prima di iniziare la missione, a patto di possedere il denaro e/o le risorse necessarie.
L'armatura dipende sempre dal tipo di arma (eccetto alcune che possono essere indossate in entrambi i casi). Le armature da Spadaccino si concentrano spesso su una protezione fisica più elevata, mentre quelle da Artigliere puntano sulla protezione elementale. Certe combinazioni di parti di armatura garantiscono a chi le indossa delle utili abilità, come la capacità di mangiare più rapidamente (bere pozioni con maggiore velocità) oppure quella di affilare la propria arma più velocemente.
Combinare ingredienti per creare oggetti migliori è una caratteristica molto importante all'interno di Monster Hunter, che sia combinando un fungo blu con un'erba per ottenere una pozione curativa oppure una rete ed un intrappolatore per creare la famosa trappola coperta. Sebbene la maggior parte delle combinazioni debba essere scoperta dal giocatore, alcune di esse vengono suggerite all'interno del gioco stesso. Il successo dipende da numerosi fattori, come la rarità degli oggetti combinati, la quantità di "libri alchimia" posseduti o persino da alcune abilità garantite dalle armature. Alcuni degli oggetti di rarità più elevata presenti all'interno del gioco possono essere ottenuti solo tramite la combinazione.

## Sviluppo
Monster Hunter era parte di un'iniziativa da parte di Capcom secondo la quale sarebbero stati prodotti tre videogiochi per PlayStation 2. Gli altri due giochi furono Auto Modellista e Resident Evil Outbreak. Capcom sperava infatti che almeno uno di questi tre giochi vendesse 1 milione di copie. Alla fine, comunque, sia Monster Hunter che Resident Evil Outbreak vendettero circa un milione di copie a testa.

### Sviluppo online
I server online di Monster Hunter al di fuori del Giappone vennero chiusi il 31 dicembre 2007. Alcuni di essi rimasero aperti, per poi venire definitivamente chiusi il 1º aprile 2008.
"Dopo più di 3 anni di servizi online, la compagnia che ha ospitato i server di Resident Evil Outbreak e di Monster Hunter ha deciso di non occuparsi più di PlayStation 2, senza esternare né il servizio né la tecnologia."
I server online di Monster Hunter in Giappone vennero chiusi il 1º luglio 2011 (solo nelle versioni PlayStation 2).

## Espansioni
Una nuova versione chiamata Monster Hunter G uscì successivamente per PlayStation 2 con lo scopo di essere un'espansione dell'originale Monster Hunter. Venne più tardi trasportata su PlayStation Portable e venne pubblicata in occidente con il nome di Monster Hunter Freedom. Alcuni dei nuovi contenuti includevano le Doppie Lame (importate dalle versioni occidentali), alcune variazioni alla colorazione di alcuni mostri e l'aggiunta di alcune varietà di mostri dalla difficoltà più elevata. Monster Hunter G uscì il 23 novembre 2009 per Wii insieme alla demo di Monster Hunter Tri. 

## Accoglienza
Stando a Metacritic, il gioco ricevette delle recensioni "miste". In Giappone, Famitsū gli diede un punteggio di 32 su 40.

## Sequel
Monster Hunter 2 uscì in Giappone il 16 febbraio 2006; nel 2007 uscì la versione occidentale del gioco, Monster Hunter Freedom 2. Un'espansione di tale titolo, Monster Hunter Freedom Unite, uscì per PSP due anni dopo.
Monster Hunter Tri venne inizialmente annunciato per PlayStation 3, ma uscì poi per Wii. Esso presenta nuove missioni, mostri ed oggetti. Venne ufficialmente rivelato al pubblico alla conferenza Nintendo del 2007.